# Andrew Latimer
Andrew „Andy” Latimer (Guildford, 1947. május 17. –) angol zenész. A Camel egyik alapító tagja. Gitáros, énekes, billentyűs, fuvolista.

## Pályafutása
Latimer gitárstílusára a dallamosság, az érzelmesség és az elegancia jellemző. Hasonló a játéka a Pink Floyd énekes-gitárosáéhoz, David Gilmouréhoz. Általánosságban jó alkalmi dalszövegírónak és az érzelmeket hatásosan kifejező énekesnek tartják.
A legtöbb esetben egy Gibson Les Paul-on játszik, de előfordult már, hogy Fender Stratocaster-rel vagy más egyéb gitárral játszott. Fender, Vox vagy Marshall erősítőt használ leggyakrabban.
Az általa alapított kiadóval jelentek meg a Camel újabb albumai: Dust and Dreams (1991), Harbour of Tears (1996), Rajaz (1999) és A Nod and a Wink (2002).
2007 májusában Susan Hoover, Andrew felesége bejelentette a Camel Productions honlapján és hírlevelén, hogy Andrew egy súlyosbodó vérrendellenességben, policitémia verában szenvedett 1992 óta, ami azóta csontvelő-elfajulássá (myelofibrosis) súlyosbodott. Latimer jól reagált a kezelésre, de fáradtság gyötri. Részben ez is hozzájárult ahhoz, hogy a Camel abbahagyta a kiterjedt turnézást. 2007 vége felé Andrew csontvelő-átültetésen esett át és az orvosai jelenleg figyelik az állapotának javulását.